# Stockfisch Records
Stockfisch Records is een Duits platenlabel gericht op audiofiele liefhebbers van gitaar-georiënteerde singer-songwriters. Het werd in 1974 opgericht door Günter Pauler en is gevestigd in Northeim.
Het label brengt vinyl-platen uit en DSD-opnames op SACD. Het gaat hier onder meer om jazz, blues, rockmuziek en folk. De eerste artiesten op het label waren Werner Lämmerhirt en david Qualey. Daarna volgden onder meer Chris Jones, Sara K., Brooke Miller, Mike Silver en The Billy Tipton Memorial Saxophone Quartet.